# أوسكار هيريرا
أوسكار هيريرا (بالإسبانية: Óscar Herrera)‏ هو لاعب كرة قدم تشيلي في مركز مهاجم ‏، ولد في 1959 في San Vicente de Tagua Tagua ‏ في تشيلي، وتوفي في 2015. شارك مع منتخب تشيلي لكرة القدم. أما مع النوادي، فقد لعب مع نافال.

## وصلات خارجية
- أوسكار هيريرا على موقع قاعدة بيانات كرة القدم.إي يو (الإنجليزية)
- أوسكار هيريرا على موقع ناشيونال فوتبول تيمز (الإنجليزية)